# Andrea Beghetto
Andrea Beghetto (Perugia, 11 ottobre 1994) è un calciatore italiano, difensore o centrocampista svincolato.

## Biografia
È figlio di Massimo Beghetto, ex calciatore, e nipote di Giuseppe Beghetto, ex pistard campione olimpico. È inoltre parente di Luigi Beghetto, anch'egli ex calciatore professionista.

## Caratteristiche tecniche
Inizia la carriera calcistica come centrocampista centrale o terzino sinistro, ma tuttavia negli anni trova da centrocampista di fascia sulla corsia di sinistra la sua collocazione migliore, essendo un calciatore duttile tatticamente è anche dotato di una buona resistenza fisica e grazie alla sua ottima capacità di corsa può essere impiegato anche come ala offensiva. Bravo tecnicamente, si dimostra efficace sui calci piazzati, ed inoltre possiede un buon dribbling ma soprattutto è molto abile nell'effettuare cross ed assist per i compagni.

## Carriera

### Club
Nato in Umbria durante la militanza del padre nel Perugia, cresce calcisticamente nel settore giovanile del Montebelluna e quindi del Padova. Nell'estate 2013 si trasferisce in prestito al Bellaria Igea Marina società di Lega Pro Seconda Divisione. Nell'estate 2014 passa all'Este militando in Serie D dove disputa una grande stagione giocando 36 partite andando a segno 12 volte in campionato, la metà di queste segnature direttamente dal dischetto.
Nell'estate 2015 viene acquistato dalla SPAL giungendo a fine stagione alla promozione in Serie B. Nella stagione successiva, il 27 agosto 2016 fa il suo debutto in Serie B con la società estense, nella partita in trasferta contro il Benevento subentrando al 71º al posto di Luca Mora.
Nel gennaio 2017 si trasferisce per circa 1,5 milioni di euro, al Genoa dove firma un contratto fino al giugno 2021. Il 2 aprile dello stesso anno fa il suo esordio in Serie A entrando al 72º al posto di Darko Lazović, nella partita interna persa 5-0 dai rossoblù contro l'Atalanta. Esordisce da titolare in massima serie il 7 maggio 2017 nella vittoria per 1-0 contro l'Inter importante in chiave salvezza.
Nel luglio 2017 viene ceduto in prestito con obbligo di riscatto in caso di promozione in Serie A al Frosinone dove il 2 dicembre seguente va a segno per la prima volta in Serie B nel 3-3 interno contro il Cesena. Al termine della stagione, vista la conquista della massima serie dopo la vittoria dei play-off, viene riscattato dai ciociari. Tornato in Serie B a causa della retrocessione con il Frosinone, torna al gol nella gara vinta contro l'Empoli per 4-0 e si ripete nella gara vinta per 2-0 contro la Juve Stabia.
Il 31 gennaio 2021 viene ceduto in prestito al Pisa.
Riscattato a fine stagione dai toscani, il 5 agosto 2021 viene ceduto all'Alessandria.
Risolve anticipatamente il prestito per trasferirsi al Perugia. Tornato al Pisa, il 30 agosto successivo torna nuovamente in umbria per un altro anno.
Il 26 gennaio 2023 il prestito viene rescisso e contestualmente lui viene ceduto nuovamente a titolo temporaneo, questa volta al Venezia.
Terminato il prestito ai veneti fa ritorno al Pisa, rimanendo in rosa (seppur da fuori lista) per tutta la stagione 2023-2024 senza mai scendere in campo.
Il 25 luglio 2024, viene ceduto in prestito al Lecco, in Serie C.
Il 21 gennaio 2025 il prestito viene rescisso e lui viene ceduto, sempre a titolo temporaneo, al L.R. Vicenza.

## Statistiche

### Presenze e reti nei club
Statistiche aggiornate al 28 maggio 2025.
| Stagione         | Squadra          | Campionato       | Campionato | Campionato | Coppe nazionali | Coppe nazionali | Coppe nazionali | Coppe continentali | Coppe continentali | Coppe continentali | Altre coppe | Altre coppe | Altre coppe | Totale | Totale |
| Stagione         | Squadra          | Comp             | Pres       | Reti       | Comp            | Pres            | Reti            | Comp               | Pres               | Reti               | Comp        | Pres        | Reti        | Pres   | Reti   |
| ---------------- | ---------------- | ---------------- | ---------- | ---------- | --------------- | --------------- | --------------- | ------------------ | ------------------ | ------------------ | ----------- | ----------- | ----------- | ------ | ------ |
| 2013-2014        | Bellaria         | 2D               | 25         | 0          | CI-LP           | 0               | 0               | -                  | -                  | -                  | -           | -           | -           | 25     | 0      |
| 2014-2015        | Este             | D                | 36         | 12         | CI-D            | 0               | 0               | -                  | -                  | -                  | -           | -           | -           | 36     | 12     |
| 2015-2016        | SPAL             | LP               | 18         | 0          | CI+CI-LP        | 0+6             | 0               | -                  | -                  | -                  | SC-LP       | 1           | 0           | 25     | 0      |
| 2016-gen. 2017   | SPAL             | B                | 13         | 0          | CI              | 1               | 0               | -                  | -                  | -                  | -           | -           | -           | 14     | 0      |
| Totale SPAL      | Totale SPAL      | Totale SPAL      | 31         | 0          |                 | 7               | 0               |                    | -                  | -                  |             | 1           | 0           | 39     | 0      |
| gen.-giu. 2017   | Genoa            | A                | 3          | 0          | CI              | 0               | 0               | -                  | -                  | -                  | -           | -           | -           | 3      | 0      |
| 2017-2018        | Frosinone        | B                | 31         | 1          | CI              | 1               | 0               | -                  | -                  | -                  | -           | -           | -           | 32     | 1      |
| 2018-2019        | Frosinone        | A                | 27         | 0          | CI              | 0               | 0               | -                  | -                  | -                  | -           | -           | -           | 27     | 0      |
| 2019-2020        | Frosinone        | B                | 28+4       | 2          | CI              | 2               | 0               | -                  | -                  | -                  | -           | -           | -           | 34     | 2      |
| 2020-2021        | Frosinone        | B                | 15         | 0          | CI              | 0               | 0               | -                  | -                  | -                  | -           | -           | -           | 15     | 0      |
| Totale Frosinone | Totale Frosinone | Totale Frosinone | 101+4      | 3          |                 | 3               | 0               |                    | -                  | -                  |             | -           | -           | 108    | 3      |
| 2020-2021        | Pisa             | B                | 12         | 0          | CI              | 0               | 0               | -                  | -                  | -                  | -           | -           | -           | 12     | 0      |
| 2021- gen. 2022  | Alessandria      | B                | 13         | 0          | CI              | 2               | 0               | -                  | -                  | -                  | -           | -           | -           | 15     | 0      |
| gen.- giu. 2022  | Perugia          | B                | 17+1       | 0          | CI              | -               | -               | -                  | -                  | -                  | -           | -           | -           | 18     | 0      |
| 2022-gen.2023    | Perugia          | B                | 7          | 0          | CI              | 0               | 0               | -                  | -                  | -                  | -           | -           | -           | 7      | 0      |
| Totale Perugia   | Totale Perugia   | Totale Perugia   | 24+1       | 0          |                 | 0               | 0               |                    | -                  | -                  |             | -           | -           | 25     | 0      |
| gen.-giu.2023    | Venezia          | B                | 2          | 0          | CI              | -               | -               | -                  | -                  | -                  | -           | -           | -           | 2      | 0      |
| 2023-2024        | Pisa             | B                | 0          | 0          | CI              | 0               | 0               | -                  | -                  | -                  | -           | -           | -           | 0      | 0      |
| 2024-gen. 2025   | Lecco            | C                | 13         | 0          | CI-C            | 1               | 0               | -                  | -                  | -                  | -           | -           | -           | 14     | 0      |
| gen.-giu. 2025   | L.R. Vicenza     | C                | 6+2        | 0          | CI-C            | 0               | 0               | -                  | -                  | -                  | -           | -           | -           | 8      | 0      |
| Totale carriera  | Totale carriera  | Totale carriera  | 267+7      | 15         |                 | 12              | 0               |                    | -                  | -                  |             | 1           | 0           | 287    | 15     |

## Palmarès

### Club

#### Competizioni nazionali
- Lega Pro: 1

SPAL: 2015-2016
- Supercoppa di Lega Pro: 1

SPAL: 2016
- Campionato italiano di Serie B: 1

S.P.A.L.: 2016-2017